# حمیت کاپلان
حمیت کاپلان (ترکی استانبولی: Hamit Kaplan; ۲۰ سپتامبر ۱۹۳۴ – ۵ ژانویهٔ ۱۹۷۶) کشتی‌گیر آزاد اهل ترکیه بود.